# Espoo Athletics
Espoo Athletics est un club finlandais de baseball basé à Espoo. Ils ont remporté 5 titres du championnat de Finlande de baseball. Les Athletics sont relégués en D2 à l'issue de la saison 2007.

## Palmarès
- Champion de Finlande : 1996, 1997, 1998, 2000 et 2001.